# Khiết vương
Khế Vương (mất 346, trị vì 344–346) là vị quốc vương thứ 12 của Bách Tế, một trong Tam Quốc Triều Tiên.

## Tiểu sử
Ông là con trai cr của vị quốc vương thứ 10 Phần Tây Vương, người đã bị thái thú của Lạc Lãng quận sai người đầu độc. Tam quốc sử ký (Samguk Sagi) thụt rằng Bỉ Lưu Vương (đệ của vị quốc vương thứ 7 Sa Bạn Vương) đã trở thành vua do Khế khi đó còn quá nhỏ. Khế trở thành vua sau cái chết của Bỉ Lưu Vương, và ông được cho là một người can đảm và có kỹ năng cưỡi ngựa và bắn cung.
Việc trị vì của ông cho thấy tiếp tục có sự kình địch giữa hai nhánh vương tộc, một là hậu duệ của vị quốc vương thứ 5 là Tiếu Cổ Vương và bên còn lại là hậu duệ của vị quốc vương thứ 8 Cổ Nhĩ Vương. Nhánh hậu duệ của Cổ Nhĩ Vương chấm dứt sau hai năm trị vì của Khế Vương, và người kế vị ông là con trai của Bỉ Lưu Vương, tức Cận Tiếu Cổ vương.